# Epitonium fulvovittatum
Epitonium fulvovittatum is een slakkensoort uit de familie van de Epitoniidae. De wetenschappelijke naam van de soort is voor het eerst geldig gepubliceerd in 1890 door Dautzenberg.